# Kate Atkinson
Kate Atkinson, MBE (Orden del Imperio Británico) (York, 1951), es una escritora británica.

## Biografía
Hija única de una pareja de comerciantes, Atkinson nació en York, Inglaterra  en 1951. Asistió a la Queen Anne Grammar School, una escuela exclusiva para niñas. Estudió literatura inglesa en la Universidad de Dundee, de donde egresó en 1974. Allí conoció a su primer marido, con quien tuvo una hija. Luego de que su doctorado fuera rechazado, y como madre soltera, dio clases y tuvo varios trabajos. En 1981 comenzó a escribir ficción, y tras ganar un concurso sobre cuentos para mujeres, a escribir en revistas femeninas en 1986.
Atkinson estuvo casada dos veces y tiene dos hijas, Eve y Helen. Vive en Edimburgo, cerca de sus colegas J.K. Rowling, Ian Rankin y Alexander McCall Smith.
En 2011 le fue concedida la Orden del Imperio Británico por sus contribuciones a la literatura.

## Obras

### Novelas
- Behind the Scenes at the Museum (Entre bastidores, 1995)
- Human Croquet (1997)
- Emotionally Weird (2000)
- Life After Life (Una y otra vez, 2013)
- Un dios en ruinas (2015)[6]

### Inspector Jackson Brodie
- Case Histories (Expedientes, 2004)
- One Good Turn (Incidentes, 2006)
- When Will There Be Good News? (Esperando noticias, 2008)
- Started Early, Took My Dog (Me desperté temprano y saqué al perro, 2010)
- Big Sky (Cielo interminable, 2019)

### Cuentos
- Not the End of the World (2002)